# ZOIDS Material Hunters
『ZOIDS Material Hunters』（ゾイド マテリアルハンターズ）は、ゲームアプリ。略称は『ZOIDS MH』（ゾイド エムエイチ）。
2016年6月23日にサービスを終了。

## プレイヤーゾイド
- レッドホーン
- ダークホーン
- メタルホーン
- シールドライガー
- アイアンコング
- サーベルタイガー
- コマンドウルフ
- パンドス
- ホワイトタイガー
- カノントータス
- ハンマーロック
- ヘルキャット
- モルガ
- グスタフ